# Cataônia
Cataônia (português brasileiro) ou Cataónia (português europeu) (em latim: Cataonia; em grego: Kαταoνία; romaniz.: Kataonía) foi uma das antigas divisões da Capadócia. É descrita por Estrabão, que visitou-a, como uma planície elevada cercada por montanhas: no sul pelo Amano, e no leste pelo Antitauro, que ramifica do Tauro Ciliciano e contêm vales estreitos fundos (em um dos quais estava situada Comana, uma cidade considerável sobre o rio Saro, que flui através das fendas do Tauro para a Cilícia e o mar Mediterrâneo). Através na planície da Cataônia flui o rio Piramo, que tem sua fonte no meio do vale, e também passa através das fendas do Tauro na Cilícia. A planície é muito produtiva, exceto que não têm folhas persistentes. Os cataônios eram distinguidos pelos antigos dos outros capadócios como um povo diferente, mas o geógrafo não pode observar nenhuma diferença nos modos ou na língua.
A planície da Cataônia não possuía cidades, mas tinha fortes resistentes nas colinas, tais como Azamora e Dastarco, em torno dos quais o rio Carmalas fluiu, provavelmente o moderno rio Zamantı. Estrabão fala de um Templo de Zeus Dácio, onde havia um lago de sal de considerável extensão com barrancos; diz-se que a água nunca aumentou e não havia canal visível. Também sabe-se que havia um Templo de Apolo Cataônio, que era de grande reputação em toda a Capadócia. Ptolemeu listou 11 locais da Cataônia, incluindo Cabasso, um sítio desconhecido, e Heracleia Cibistra, que está muito além dos limites da Cataônia de Estrabão. De fato a Cataônia de Ptolemeu, se há veracidade nela, pode ser uma divisão diferente do país A Cataônia também continha Claudiópolis (Mut). Cucuso (atual Göksun), mencionada no Itinerário de Antonino, sobre o rio Göksu, que flui do oeste, e se junta ao Piramo na margem direito mais para baixo da junção do Carmalas e o Piramo.